# Wilfred Agbonavbare
Wilfred Agbonavbare, född 5 oktober 1966 i Lagos, död 27 januari 2015 i Alcalá de Henares, var en nigeriansk fotbollsmålvakt som spelade för Rayo Vallecano och det nigerianska landslaget. Agbonavbare avled i cancer i en ålder av 48 år.